# Sankt Oswald, Niederösterreich
Sankt Oswald är en ort och kommun  i Österrike. Den ligger i distriktet Melk i förbundslandet Niederösterreich, 100 km väster om huvudstaden Wien. 